# Uprchlický olympijský tým na Letních olympijských hrách 2016
Uprchlický olympijský tým je sportovní tým, který se účastnil letních olympijských her v Riu de Janeiro.
V březnu 2016 oznámil předseda Mezinárodního olympijského výboru Thomas Bach, že bude vybráno 5-10 uprchlíků, kteří se budou moci zúčastnit olympijských her pod vlajkou Mezinárodního olympijského výboru, jako reakce na světovou uprchlickou krizi, jejíž součástí je i evropská migrační krize.

## Členové týmu
| Sportovec         | Země původu                    | Hostitelská země | Sport    | Disciplína         | Výkon                   | Výsledek         |
| ----------------- | ------------------------------ | ---------------- | -------- | ------------------ | ----------------------- | ---------------- |
| James Chiengjiek  | Jižní Súdán                    | Keňa             | atletika | 400 m              | 52,89                   | 50. místo        |
| Yiech Biel        | Jižní Súdán                    | Keňa             | atletika | 800 m              | 1:54,67                 | 54. místo        |
| Paulo Lokoro      | Jižní Súdán                    | Keňa             | atletika | 1500 m             | 4:03,96                 | 39. místo        |
| Yonas Kinde       | Etiopie                        | Lucembursko      | atletika | maraton            |                         |                  |
| Popole Misenga    | Konžská demokratická republika | Brazílie         | judo     | do 90 kg           | Gwak Dong-han 000-100   | osmifinále       |
| Rami Anis         | Sýrie                          | Belgie           | plavání  | 100 m motýlek      | 56,23                   | 40. místo        |
| Rami Anis         | Sýrie                          | Belgie           | plavání  | 100 m volný způsob | 54,25                   | 56. místo        |
| Rose Lokonyen     | Jižní Súdán                    | Keňa             | atletika | 800 m              | 2:16,64                 | 61. místo        |
| Anjelina Lohalith | Jižní Súdán                    | Keňa             | atletika | 1500 m             | 4:47,38                 | 40. místo        |
| Yolande Mabika    | Konžská demokratická republika | Brazílie         | judo     | 70 kg              | Linda Bolderová 000-110 | prohra v 1. kole |
| Yusra Mardini     | Sýrie                          | Německo          | plavání  | 100 m volný způsob | 1:04,66                 | 45. místo        |
| Yusra Mardini     | Sýrie                          | Německo          | plavání  | 100 m motýlek      | 1:09,21                 | 41. místo        |